# Penly
Penly is een dorp en voormalige gemeente in de Franse gemeente Petit-Caux in het departement Seine-Maritime in de regio Normandië. De voormalige gemeente telt 330 inwoners (2004). De plaats maakt deel uit van het arrondissement Dieppe. 

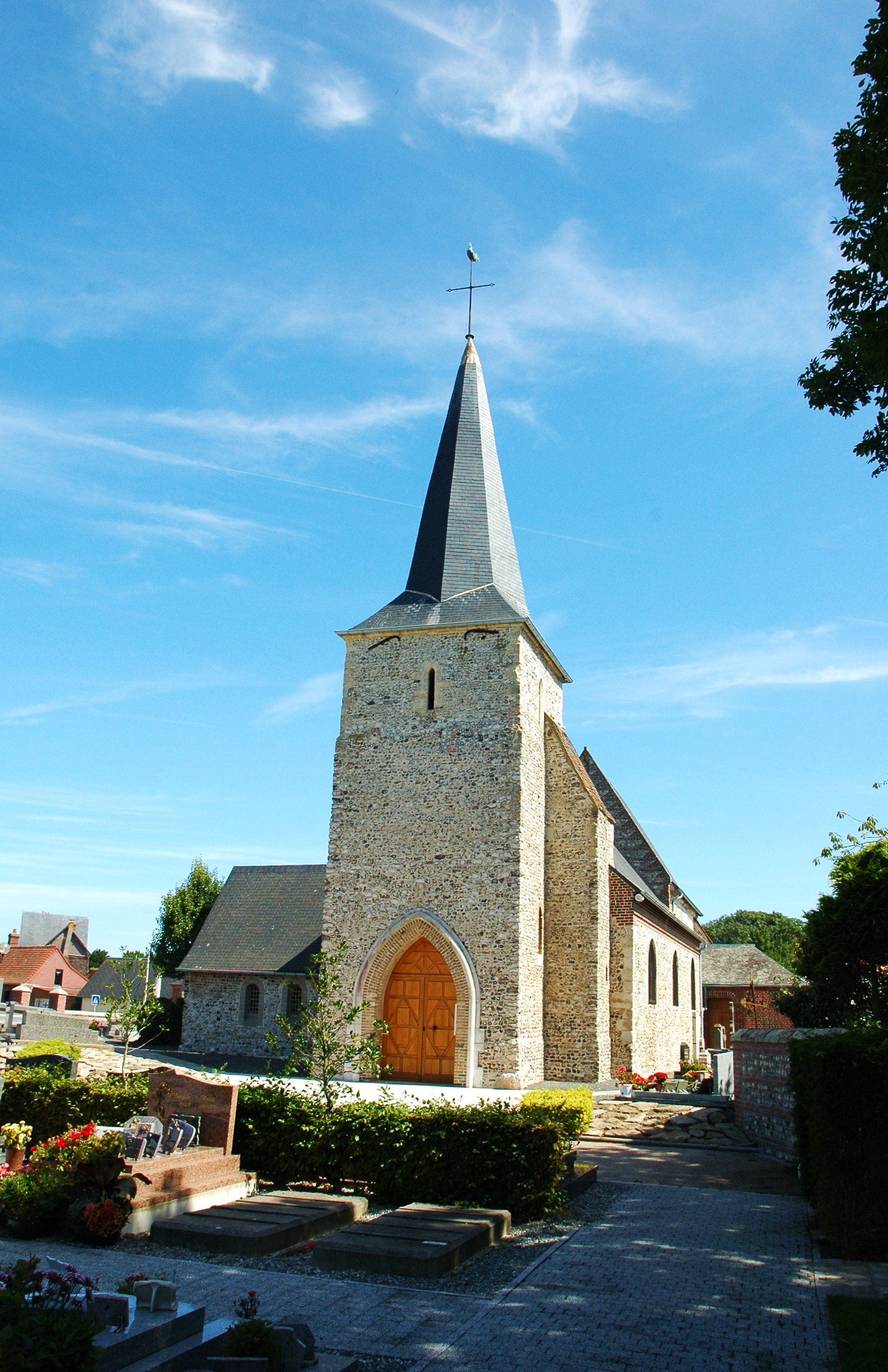
Église Saint-Denis

## Geschiedenis
Oude vermeldingen van de plaats gaan terug tot de 11de eeuw als Penloi en Penleio. De 18de-eeuwse Cassinikaart toont het dorpje Penly.
Op het eind van het ancien régime eind 18de eeuw, toen de gemeenten werden gecreëerd, werd Penly een gemeente.
Penly is op 1 januari 2016 gefuseerd met de gemeenten Assigny, Auquemesnil, Belleville-sur-Mer, Berneval-le-Grand, Biville-sur-Mer, Bracquemont, Brunville, Derchigny, Glicourt, Gouchaupre, Greny, Guilmécourt, Intraville, Saint-Martin-en-Campagne, Saint-Quentin-au-Bosc, Tocqueville-sur-Eu en Tourville-la-Chapelle tot de commune nouvelle Petit-Caux.

## Geografie
De oppervlakte van Penly bedraagt 4,1 km², de bevolkingsdichtheid is 80,5 inwoners per km². Penly ligt aan Het Kanaal.
De onderstaande kaart toont de ligging van Penly met de belangrijkste infrastructuur en aangrenzende gemeenten.

## Bezienswaardigheden
- De Église Saint-Denis

## Demografie
Onderstaande figuur toont het verloop van het inwonertal (bron: INSEE-tellingen).

## Economie
Nabij de plaats bevindt zich de Kerncentrale Penly. 